# Лаверти, Юджин
Юджин Лаверти (англ. Eugene Laverty; род. 3 июня 1986, Тумербридж, Северная Ирландия, Великобритания) — ирландский мотогонщик, участник чемпионатов мира по шоссейно-кольцевых мотогонок серии MotoGP, WSBK и WSSP. Его братья Майкл и Джон тоже профессионально занимаются мотоспортом.

## Биография
Юджин начал профессиональные выступления в 2001 году. В следующем году он дебютировал в британском чемпионате по шоссейно-кольцевым мотогонкам в классе 125cc, тогда же впервые финишировал на подиуме.
В сезоне 2003 Лаверти финишировал 7-м в общем зачете чемпионата, одержав первую в сезоне победу, а уже в следующем стал вице-чемпионом, одержав за сезон 4 победы.
В сезоне 2005 Юджин дебютировал в соревнованиях британской серии Суперспорт, где с одним подиумом закончил сезон на 9-м месте. В следующем году ирландец одержал 4 победы, закончив чемпионат на 3-м месте.
В сезоне 2007 состоялся дебют Юджина в самых престижных мотоциклетных соревнованиях мира серии MotoGP. Он провел полноценный сезон как гонщик команды «LCR Honda» в классе 250cc. В 17 гонках он набрал всего 6 очков, финишировав в общем зачете на 25-м месте.
На следующий сезон он перешел в команду «Blusens Aprilia», но его результаты остались невысокими — 8 очков и лишь 21-е место. В сезоне ирландец также принял участие в двух гонках чемпионата мира Суперспорт по уайлд-кард, в которых сумел завоевать первый подиум в серии (3-е место на итальянской трассе Валлелунга).
Неудачные выступления в MotoGP и успехи в Суперспорте заставили Юджина полностью сконцентрироваться на выступлениях в последней серии. В сезоне 2009 Лаверти одержал 4 победы на этапах и стал вице-чемпионом мира, вслед за британцем Келом Кратчлоу.
Следующий сезон стал еще более успешным — в 13 гонках он одержал 8 побед. К сожалению, через восток в Брно Юджин не смог стать чемпионом — его противник и будущий чемпион мира турок Кенан Софуглу, хоть и одержал лишь 3 победы, однако во всех гонках финишировал на подиуме.
Успешные выступления в WSSP привлекли к Юджина внимание руководителей команд более престижной серии — чемпионата мира по супербайку. Как следствие, с сезона 2011 Лаверти принял предложение и перешел в команду «Yamaha World Superbike Team», где его напарником стал Марко Меландри. В дебютном сезоне ирландец одержал 2 победы, обе на знаменитом треке Монца. В общем зачете он финишировал 4-м.
Следующий сезон оказался тяжелее. Перед началом сезона Юджин перешел в команду «Aprilia Racing Team», где его напарником стал другой известный итальянец Макс Бьяджи. Последний стал чемпионом мира, а Лаверти с единственной победой занял лишь 6-е место.
В сезоне 2013 Юджин продолжил выступать за «Aprilia Racing Team». На смену Бьяджи, который завершил карьеру, в напарники ирландца был принят Сильвен Гвинтоли. В течение сезона Лаверти одержал 9 побед и стал вице-чемпионом мира, уступив Тому Сайксу.
На следующий сезон Юджин перешел в команду «Voltcom Crescent Suzuki». К сожалению, он не смог на равных конкурировать с гонщиками на Aprilia и Kawasaki — хотя он и выиграл дебютную гонку сезона, но она стала его единственной победой в чемпионате. Став лучшим гонщиком Suzuki, ирландец финишировал в общем зачете на 10-м месте.
На сезон 2015 Юджин получил приглашение от команды MotoGP «Aspar MotoGP Team», которое с радостью принял. В 18 гонках сезона ирландец лишь 4 раза сумел финишировать в очковой зоне, набрав всего 9 очков и финишировав на 22-м месте общего зачета.
На следующий сезон сотрудничество Лаверти и команды продолжилась.